# Love and war and snow
Love and war and snow es el 8.º episodio de la serie de televisión norteamericana Gilmore Girls.

## Resumen del episodio
Lorelai espera ansiosa la primera nevada, ya que para ella es como un regalo del cielo. Sin embargo, el tiempo se pone pésimo y se produce una fuerte tormenta, que la obliga a quedarse en Stars Hollow, mientras que Rory es la única que puede ir a la cena del viernes. Ahí, ella comparte con sus abuelos viendo un álbum antiguo de fotos de Lorelai y les cocina una pizza. Entre tanto, en el pueblo se va a representar una batalla de la revolución que nunca se dio, y Luke no lo ve con buenos ojos, aunque después les lleva a los actores bebidas calientes al verlos congelándose. Mientras Lorelai camina por Stars Hollow, se encuentra con Max Medina, cuyo auto se había malogrado. Lorelai y Max deciden ir al cine y a comer; cuando están en casa de Lorelai y deciden ir más allá de unos besos, aparece Lane. Ella le había tocado el cabello a un muchacho que le gustaba y había salido corriendo, tratando de hablar con Rory, pero era difícil comunicarse con ella por la tormenta de nieve. Lorelai trata de aconsejarle y calmarla, y le dice a Max que puede quedarse a dormir en el sofá de su casa. A la mañana siguiente, cuando Rory regresa y se disculpa con Lane, encuentra a su profesor dormido en el sofá. Lorelai cree que su hija se molestará por haber traído a un hombre a la casa, pero Rory le dice que puede traer a Max si es que en verdad lo quiere.

## Curiosidades
- Cuando Lorelai y Max llegan a casa de ella, están limpios de nieve, pese a haber estado caminando en medio de una nevada.
- Al llegar a casa de Lorelai, Max dice que es la primera vez que va, sin embargo ya estuvo ahí una vez (en el episodio Cinnamon's wake).
- En la escena en la que los Gilmore ven antiguas fotografías hay varias inconsistencias con respecto a otros capítulos: Rory encuentra una foto de su madre cuando era bebé, contradiciendo lo que Emily decía en el episodio Emily in Wonderland, que Lorelai había quemado todas sus fotos de niña. En la foto de boda de Emily y Richard, ella lleva un velo, pese a que en Hammers and veils dirá a Lorelai que llevó una diadema. Cuando Rory y sus abuelos ven la foto de Lorelai y su vestido para la fiesta de presentación que no llegó a tener por estar embarazada, ¿no hubiera sido mejor poner a Chelsea Brummet, actriz que interpretó a Lorelai en los flash back del episodio Dear Emily and Richard? Y pese a la toma, el vestido tampoco parece el mismo que después lucirá Chelsea en el mencionado episodio.

- Datos: Q11689685